# Jenko del Río
Jenko del Río Pastor (Lima, 16 de julio de 1986) es un expresentador y personalidad de televisión peruano. Ganó reconocimiento por haber conducido programas de espectáculos y magacines en la televisión peruana, y por haber formado parte del elenco del reality show Combate de ATV.

## Biografía
Nació el 16 de julio de 1986 en Lima, bajo el nombre completo de Jenko del Río Pastor. Vivió sus primeros años en el distrito de Pueblo Libre en el seno de una familia disfuncional, debido a los problemas de drogadicción de su papá y las peleas de sus padres.
Tras mudarse a Ancón, cursó la primaria en el colegio Santiago Antúnez de Mayolo hasta la edad de doce años, cuando se muda junto a su familia a Suiza.
Llegando a la juventud, del Río regresa al Perú en 2010, donde llegó a trabajar como anfitrión y modelo en diferentes eventos públicos del entretenimiento. A lo paralelo, estudió la carrera de administración hotelera y participó como piloto de avión en el aeródromo del distrito de San Bartolo.
En el año 2011, ganó reconocimiento en la televisión peruana como parte del elenco central del reality show de competencia física Combate del canal ATV, desempeñándose en el rol de competidor, permaneciendo por dos temporadas no consecutivas hasta el año 2013 y tuvo una corta participación en Combate Costa Rica, versión del mismo formato.
Gracias a su popularidad televisiva, le ha permitido iniciar su faceta como presentador de televisión a partir de 2013, asumiendo la coconducción del programa de prensa rosa Chollyshow por la televisora mencionada y al año siguiente, se acredita en la conducción principal del dicho espacio junto a Georgette Cárdenas, reemplazando a la modelo Adriana Zubiate y al presentador Luigi Monteghirfo, hasta su renuncia en el año 2014 y regresa al año siguiente por un breve periodo.
En el año 2013, se casó civilmente con la bailarina y personalidad televisiva Paloma Fiuza, en medio del problema inmigratorio de la mencionada.
En el año 2014, participa como coconductor del magacín Al aire de América Televisión, compartiendo segmentos junto a Maju Mantilla, Sofía Franco y Joselito Carrera. Además de ello, estuvo en negociaciones para ser parte del reality show del canal Esto es guerra sin éxito. Previo a ello, fue presentado como panelista del magacín Hola a todos a inicios de ese año, regresando para el periodo 2015-2016. Sin embargo, debido a su conflicto con el reportero de Amor, amor, amor fue separado del elenco principal a inicios de 2016.
En el año 2016, del Río fue invitado al programa El valor de la verdad de Latina Televisión. En su entrevista para el dicho espacio, afirmó que casi abusan sexualmente cuando era menor de edad y los problemas que tuvo con Paloma Fiuza.
Tras alejarse de la televisión peruana, del Río se muda a Estados Unidos para incursionarse en el jiu-jitsu a partir de 2022, donde logró ganar dos medallas de oro en el Torneo Grappling Industries en representación de su país.  Ahora su vida gira en torno a ello, practica este deporte de manera profesional, ha participado exitosamente en diversas competencias y ha obtenido algunas medallas.
En el año 2024, participó en el formato Celebrity Combat, donde ganaría notoriedad por su rivalidad con el cantante y actor Nico Ponce.
En el 2025, regresa a la televisión, siendo incluido dentro del reparto del reality chileno Palabra de honor.

## Vida personal
Entre los años 2010 y 2012, fue pareja de la actriz y modelo Andrea Luna. En el año 2013, se casó con la bailarina brasileña Paloma Fiuza en Huacho, por medio de los problemas inmigratorios de la mencionada. Sin embargo, ambos se divorciaron en 2015, debido a la denuncia por violencia contra la mujer, siendo capturado por la Policía.

## Créditos

### Televisión
- Combate (2011-2013), competidor.
- Chollyshow (2013-2014, 2015), presentador y panelista.
- Hola a todos (2014, 2015-2016), copresentador y panelista.
- Al aire (2014), presentador.
- El valor de la verdad (2016), participante invitado.
- Palabra de honor (2025), 7.º eliminado

### Programa web
- Ouke (2024), entrevistado.[16]